# 築山治三郎
築山 治三郎（つきやま じさぶろう、1905年2月28日 - 1989年6月27日）は、日本の東洋史学者。
京都府京都市生まれ。京都府立第二中学校（現京都府立鳥羽高等学校）卒、東京高等師範学校地歴科卒、1934年東京文理科大学東洋史学科卒、群馬県立高崎中学校（現群馬県立高崎高等学校）教諭、神戸市立第一中学校（現神戸市立葺合高等学校）教諭、岩手県師範学校教授、北海道第三師範学校教授、青森師範学校教授、弘前大学助教授、1968年「唐代政治制度の研究」で東京教育大学より文学博士の学位を取得。西京大学助教授、1953年京都府立大学教授、1969年定年退官、名誉教授、園田学園女子大学教授、京都産業大学教授。1982年勲三等瑞宝章を受章。

## 著書
- 『唐代政治制度の研究』創元社 創元学術双書 1967
- 『教育四十年のあゆみ』同朋舎 1969
- 『風土と歴史』創元社 1972
- 『三宅米吉その人と学問』日本図書文化協会 1983

### 共編
- 『人文地理学』小牧実繁,位野木寿一共編 新元社 1959

## 参考
- 『唐代政治制度の研究』著者紹介
- 『人物物故大年表』